# Primera División 1984 (Argentina)
La Primera División 1984 è stata la 57ª edizione del massimo torneo calcistico argentino e la 19ª ad essere disputata con la formula dei tornei Nacional e Metropolitano.

## Campionato Nacional

### Fase a gruppi
Gruppo A
|  | Pos. | Squadra                 | Pt | G | V | N | P | GF | GS  | DR  |
|  | ---- | ----------------------- | -- | - | - | - | - | -- | --- | --- |
|  | 1.   | Newell's Old Boys       | 8  | 6 | 3 | 2 | 1 | 9  | 8   | 1   |
|  | 2.   | Talleres de Córdoba     | 7  | 6 | 3 | 1 | 2 | 14 | 11  | 3   |
|  | 3.   | Boca Juniors            | 7  | 6 | 2 | 3 | 1 | 7  | 05  | 02  |
|  | 4.   | Ferro Carril Oeste (GP) | 2  | 6 | 0 | 2 | 4 | 6  | 012 | 0-6 |

Gruppo B
|  | Pos. | Squadra                 | Pt | G | V | N | P | GF | GS  | DR  |
|  | ---- | ----------------------- | -- | - | - | - | - | -- | --- | --- |
|  | 1.   | San Lorenzo             | 9  | 6 | 3 | 3 | 0 | 14 | 8   | 6   |
|  | 2.   | Gimnasia de Mendoza     | 5  | 6 | 0 | 5 | 1 | 10 | 11  | -1  |
|  | 3.   | Unión de General Pinedo | 5  | 6 | 0 | 5 | 1 | 6  | 07  | 0-1 |
|  | 4.   | Temperley               | 5  | 6 | 0 | 5 | 1 | 6  | 010 | 0-4 |

Gruppo C
|  | Pos. | Squadra             | Pt | G | V | N | P | GF | GS  | DR   |
|  | ---- | ------------------- | -- | - | - | - | - | -- | --- | ---- |
|  | 1.   | Belgrano de Córdoba | 9  | 6 | 4 | 1 | 1 | 8  | 4   | 4    |
|  | 2.   | Rosario Central     | 8  | 6 | 3 | 2 | 1 | 9  | 6   | 3    |
|  | 3.   | Vélez Sársfield     | 6  | 6 | 2 | 2 | 2 | 9  | 06  | 03   |
|  | 4.   | Central Norte       | 1  | 6 | 0 | 1 | 5 | 2  | 012 | 0-10 |

Gruppo D
|  | Pos. | Squadra                   | Pt | G | V | N | P | GF | GS  | DR   |
|  | ---- | ------------------------- | -- | - | - | - | - | -- | --- | ---- |
|  | 1.   | River Plate               | 11 | 6 | 5 | 1 | 0 | 22 | 5   | 17   |
|  | 2.   | Huracán                   | 8  | 6 | 4 | 0 | 2 | 14 | 8   | 6    |
|  | 3.   | Estudiantes de Río Cuarto | 4  | 6 | 1 | 2 | 3 | 9  | 010 | 0-1  |
|  | 4.   | Atlético Uruguay          | 1  | 6 | 0 | 1 | 5 | 2  | 024 | 0-22 |

Gruppo E
|  | Pos. | Squadra            | Pt | G | V | N | P | GF | GS  | DR   |
|  | ---- | ------------------ | -- | - | - | - | - | -- | --- | ---- |
|  | 1.   | Ferro Carril Oeste | 9  | 6 | 3 | 3 | 0 | 12 | 6   | 6    |
|  | 2.   | Instituto          | 7  | 6 | 2 | 3 | 1 | 11 | 6   | 5    |
|  | 3.   | Platense           | 7  | 6 | 2 | 3 | 1 | 7  | 07  | 0    |
|  | 4.   | Altos Hornos Zapla | 1  | 6 | 0 | 1 | 5 | 2  | 013 | 0-11 |

Gruppo F
|  | Pos. | Squadra           | Pt | G | V | N | P | GF | GS  | DR   |
|  | ---- | ----------------- | -- | - | - | - | - | -- | --- | ---- |
|  | 1.   | Independiente     | 9  | 6 | 4 | 1 | 1 | 10 | 3   | 7    |
|  | 2.   | Atlético Tucumán  | 5  | 6 | 2 | 1 | 3 | 7  | 7   | 0    |
|  | 3.   | Chacarita Juniors | 2  | 6 | 4 | 0 | 2 | 14 | 06  | 08   |
|  | 4.   | Kimberley         | 2  | 6 | 0 | 2 | 4 | 3  | 018 | 0-15 |

Gruppo G
|  | Pos. | Squadra            | Pt | G | V | N | P | GF | GS  | DR  |
|  | ---- | ------------------ | -- | - | - | - | - | -- | --- | --- |
|  | 1.   | Argentinos Juniors | 9  | 6 | 3 | 3 | 0 | 10 | 4   | 6   |
|  | 2.   | Racing de Córdoba  | 6  | 6 | 1 | 4 | 1 | 6  | 7   | -1  |
|  | 3.   | Unión de Santa Fe  | 5  | 6 | 2 | 1 | 3 | 9  | 012 | 0-3 |
|  | 4.   | Atlético Ledesma   | 4  | 6 | 1 | 2 | 3 | 9  | 011 | 0-2 |

Gruppo H
|  | Pos. | Squadra                 | Pt | G | V | N | P | GF | GS  | DR   |
|  | ---- | ----------------------- | -- | - | - | - | - | -- | --- | ---- |
|  | 1.   | Estudiantes de La Plata | 11 | 6 | 5 | 1 | 0 | 15 | 5   | 10   |
|  | 2.   | Olimpo de Bahía Blanca  | 7  | 6 | 3 | 1 | 2 | 10 | 9   | 1    |
|  | 3.   | Atlanta                 | 5  | 6 | 2 | 1 | 3 | 9  | 09  | 0    |
|  | 4.   | Unión de San Vicente    | 1  | 6 | 0 | 1 | 5 | 6  | 017 | 0-11 |

### Fase a eliminazione diretta

#### Secondo turno
| Squadra 1          | Totale | Squadra 2         | Andata | Ritorno         |
| ------------------ | ------ | ----------------- | ------ | --------------- |
| Belgrano           | 2 - 0  | Atl. Tucumán      | 2 - 0  | 0 - 0           |
| Racing (C)         | 2 - 4  | San Lorenzo       | 1 - 1  | 1 - 3           |
| Estudiantes (LP)   | 1 - 2  | Talleres (C)      | 0 - 1  | 1 - 1           |
| Rosario Central    | 1 - 2  | Independiente     | 1 - 1  | 0 - 1           |
| Instituto (C)      | 0 - 2  | River Plate       | 0 - 2  | 0 - 0           |
| Ferro Carril Oeste | 1 - 1  | Huracán           | 1 - 0  | 0 - 1 (7-6 dcr) |
| Olimpo             | 1 - 1  | Newell's Old Boys | 0 - 0  | 1 - 1 (6-7 dcr) |
| Argentinos Juniors | 5 - 3  | Gimnasia (M)      | 3 - 2  | 2 - 1           |

#### Quarti di finale
| Squadra 1          | Totale | Squadra 2     | Andata | Ritorno |
| ------------------ | ------ | ------------- | ------ | ------- |
| Belgrano           | 2 - 4  | River Plate   | 0 - 4  | 2 - 0   |
| Argentinos Juniors | 4 - 5  | Talleres (C)  | 2 - 1  | 2 - 4   |
| Newell's Old Boys  | 3 - 4  | San Lorenzo   | 2 - 2  | 1 - 2   |
| Ferro Carril Oeste | 2 - 1  | Independiente | 1 - 1  | 1 - 0   |

#### Semifinali
| Squadra 1          | Totale | Squadra 2    | Andata | Ritorno |
| ------------------ | ------ | ------------ | ------ | ------- |
| San Lorenzo        | 2 - 4  | River Plate  | 1 - 2  | 1 - 2   |
| Ferro Carril Oeste | 2 - 1  | Talleres (C) | 1 - 0  | 1 - 1   |

#### Finale
| Squadra 1   | Totale | Squadra 2          | Andata | Ritorno |
| ----------- | ------ | ------------------ | ------ | ------- |
| River Plate | 0 - 4  | Ferro Carril Oeste | 0 - 3  | 0 - 1   |

### Classifica marcatori
| Gol |  |  | Giocatore      | Squadra            |
| --- |  |  | -------------- | ------------------ |
| 9   |  |  | Pedro Pasculli | Argentinos Juniors |

## Campionato Metropolitano

### Classifica
|  | Pos. | Squadra                 | Pt | G  | V  | N  | P  | GF | GS | DR  |
|  | ---- | ----------------------- | -- | -- | -- | -- | -- | -- | -- | --- |
|  | 1.   | Argentinos Juniors      | 51 | 36 | 20 | 11 | 5  | 69 | 36 | 33  |
|  | 2.   | Ferro Carril Oeste      | 50 | 36 | 19 | 12 | 5  | 46 | 18 | 28  |
|  | 3.   | Estudiantes de La Plata | 48 | 36 | 21 | 6  | 9  | 49 | 27 | 22  |
|  | 4.   | River Plate             | 43 | 36 | 15 | 13 | 8  | 51 | 38 | 13  |
|  | 5.   | Racing de Córdoba       | 43 | 36 | 16 | 11 | 9  | 42 | 31 | 11  |
|  | 6.   | Vélez Sársfield         | 42 | 36 | 14 | 14 | 8  | 43 | 32 | 11  |
|  | 7.   | Newell's Old Boys       | 38 | 36 | 17 | 4  | 15 | 36 | 39 | -3  |
|  | 8.   | San Lorenzo             | 37 | 36 | 11 | 15 | 10 | 47 | 46 | 1   |
|  | 9.   | Talleres de Córdoba     | 34 | 36 | 11 | 12 | 13 | 56 | 55 | 1   |
|  | 10.  | Chacarita Juniors       | 34 | 36 | 11 | 12 | 13 | 30 | 36 | -6  |
|  | 11.  | Instituto               | 33 | 36 | 13 | 7  | 16 | 46 | 47 | -1  |
|  | 12.  | Platense                | 33 | 36 | 10 | 13 | 13 | 34 | 45 | -11 |
|  | 13.  | Temperley               | 31 | 36 | 9  | 13 | 14 | 23 | 28 | -5  |
|  | 14.  | Independiente           | 31 | 36 | 10 | 11 | 15 | 45 | 59 | -14 |
|  | 15.  | Unión de Santa Fe       | 30 | 36 | 11 | 8  | 17 | 43 | 46 | -3  |
|  | 16.  | Boca Juniors            | 30 | 36 | 10 | 10 | 16 | 34 | 49 | -15 |
|  | 17.  | Huracán                 | 27 | 36 | 9  | 9  | 18 | 36 | 55 | -19 |
|  | 18.  | Rosario Central         | 25 | 36 | 7  | 11 | 18 | 27 | 41 | -14 |
|  | 19.  | Atlanta                 | 24 | 36 | 8  | 8  | 20 | 32 | 61 | -29 |

### Classifica retrocessioni
| Club                    | 1982 | 1983 | 1984 | Punti | Stagioni | Media punti |
| ----------------------- | ---- | ---- | ---- | ----- | -------- | ----------- |
| Estudiantes de La Plata | 54   | 38   | 48   | 140   | 3        | 46.66       |
| Ferro Carril Oeste      | 37   | 46   | 50   | 133   | 3        | 44.33       |
| Independiente           | 52   | 48   | 31   | 131   | 3        | 43.67       |
| Vélez Sársfield         | 42   | 44   | 42   | 128   | 3        | 42.67       |
| San Lorenzo             | N/A  | 47   | 37   | 84    | 2        | 42.00       |
| Newell's Old Boys       | 44   | 35   | 38   | 117   | 3        | 39.00       |
| Argentinos Juniors      | 28   | 36   | 51   | 115   | 3        | 38.33       |
| Boca Juniors            | 48   | 37   | 30   | 115   | 3        | 38.33       |
| Racing de Córdoba       | 39   | 27   | 43   | 109   | 3        | 36.33       |
| River Plate             | 34   | 29   | 43   | 106   | 3        | 35.33       |
| Chacarita Juniors       | N/A  | N/A  | 34   | 34    | 1        | 34.00       |
| Instituto               | 33   | 35   | 33   | 101   | 3        | 33.67       |
| Huracán                 | 41   | 32   | 27   | 100   | 3        | 33.33       |
| Talleres de Córdoba     | 33   | 33   | 34   | 100   | 3        | 33.33       |
| Temperley               | N/A  | 33   | 31   | 64    | 2        | 32.00       |
| Platense                | 28   | 34   | 33   | 95    | 3        | 31.67       |
| Unión de Santa Fe       | 27   | 38   | 30   | 95    | 3        | 31.67       |
| Rosario Central         | 37   | 30   | 25   | 92    | 3        | 30.67       |
| Atlanta                 | N/A  | N/A  | 24   | 24    | 1        | 24.00       |

### Classifica marcatori
| Gol |  |  | Giocatore        | Squadra     |
| --- |  |  | ---------------- | ----------- |
| 24  |  |  | Enzo Francescoli | River Plate |